# Kirche Oiste

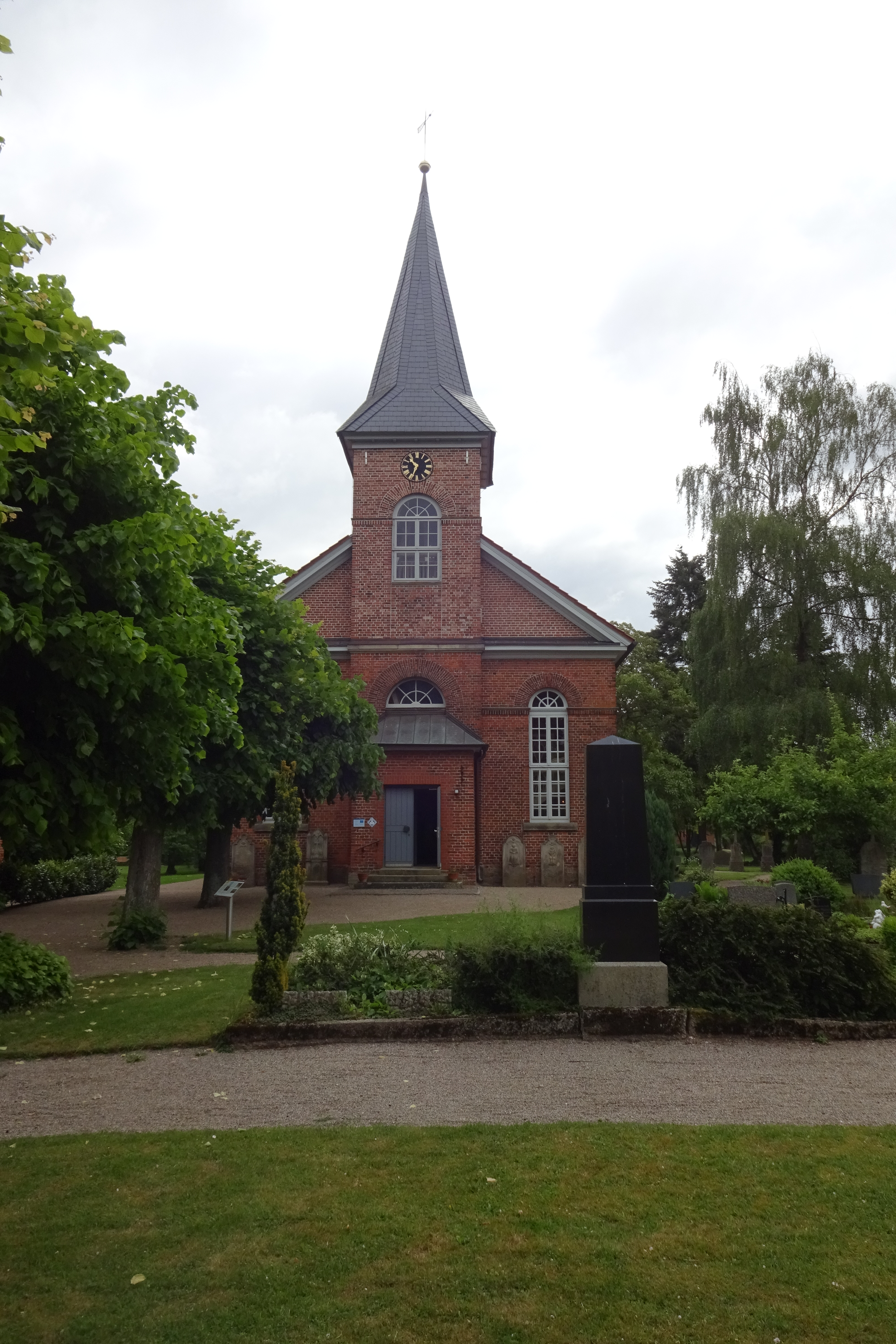
Kirche in Oiste (2020)

Die evangelisch-lutherische Kirche Oiste liegt im Ortsteil Oiste der Gemeinde Blender (Samtgemeinde Thedinghausen) im niedersächsischen Landkreis Verden.
Der im Jahr 1830 nach Plänen von Friedrich August Ludwig Hellner errichtete kleine Saalbau aus Backstein trägt einen Dachreiter über dem Westgiebel. Im Inneren mit einer Kassettendecke befindet sich ein zierlicher Kanzelaltar in der Mitte einer halbrund einschwingenden Empore. Sie stammt wie die Westempore und die Orgel aus der Erbauungszeit.